# 德莱昂主义

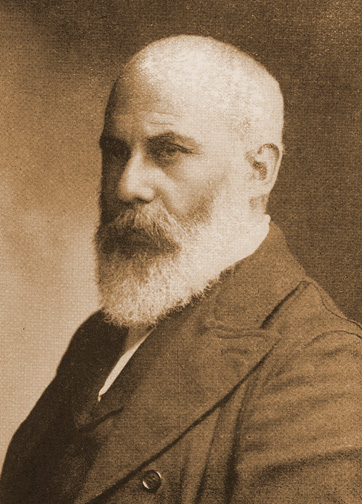
丹尼尔·德莱昂

德莱昂主义（英語：De Leonism），偶尔会被称作马克思德莱昂主义，与产业工会主义相关，是委内瑞拉裔美国社会活动家丹尼尔·德莱昂发展出的一种形式的工团主义马克思主义。德莱昂是第一个美国社会主义政党——社会主义劳工党的一个早期领导人。德莱昂在同一时间内结合了新兴的工团主义理论和正统马克思主义理论。根据德莱昂主义理论，战斗的工业工会是阶级斗争的工具。为无产阶级利益服务的产业工会将会带来需要建立一个社会主义制度的变化。当共享无政府工团主义（通过工会管理工作场所）的一些特征时，社会主义劳工党参与无政府工团主义者占主导地位的世界产业工人联盟。德莱昂主义的实际不同之处就在于他和现代的社会主义劳工党仍然相信有必要由中央政府来协调生产，以及除了通过工会的行动外使用一种革命性的政党中来实现其目标。

## 战术
根据德莱昂主义理论，工作人员将在工作场所同时形成社会主义产业工会和在政治领域上将要组建的社会主义政党。一旦在一个胜利的投票选举中获得了足够的支持，政党将会获得相应的席位，给德莱昂主义者规划人民的任务。它假设在这一点上，社会主义产业工会已经在工作场所达到足够的强度从而使那里的工人能控制生产资料。
德莱昂主义者在投票选举中胜利后，将是伴随着工厂、矿场、农场和其他生产资料的控制权转移到由产业工会组织的工人委员会手上。德莱昂主义者将这种活动区别与无政府工团主义者所提倡的仅通过总罢工来控制工作场所，并指出它将会受到统治阶级的全面封锁。
现有的政府将被替换为社会主义产业工会选举出的工会，新当选的社会主义政府将很快颁布需要无限期体会的任何修订的宪法或政府结构的其他变化。车间工人将会投票投给需要继续生产的当地车间委员会，并代表当地和国家委员会出席其特定行业。
工会还会选举出中央代表大会的代表，称为“所有产业的代表大会”，这将有效地作为国家政府。这些代表可以在任何时间受到罢免选举。德莱昂主义会因此沿着由产业选举出的代表的“产业系”来组建国家政府，而不是通过地理位置进行选举。

## 比较的其他形式的社会主义
德莱昂主义不同于列宁主义式的共产主义。它早于列宁主义以1890年代早期德莱昂领导的社会主义劳工党的德莱昂主义的原则发展，而列宁主义及其先锋党理论是在列宁于1902年写的《怎么办》之后形成的，其追随者通常是反对其政策的前苏联、中华人民共和国和其他社會主義国家，德莱昂主义者认为它们不是社会主义而是国家资本主义或者“官僚主义的国家专制主义”。理想中的德莱昂主义的政府是具备高度分散的地方分权和民主性质的，对比的是马克思列宁主义的民主集中制和他们所看到的独裁性质的苏联。
德莱昂主义者的计划的成功取决于工作场所和投票选举中大多数人的支持，区别于列宁主义的观念——即一个小型的先锋党应导致工人阶级进行的革命。德莱昂主义反对改良主义的立场导致其被贴上“不可能主义”的标签，连同大不列颠社会党。
德莱昂主义政党也被批评为据称过于教条主义和宗派主義的。尽管他们拒绝列宁主义和先锋队理论，德莱昂主义也在一般意义上的“民主社会主义”和“社會民主主義”之外。丹尼尔·德莱昂和其他德莱昂主义作家已经发布了对民主社会主义运动的频繁的论战，尤其是对美国社会党，认为他们是“改良主义”的或者“资产阶级社会主义”的。德莱昂主义者历来禁止任何他们看到的政党改良资本主义，尽管社会主义劳工党在德莱昂时期活跃于罢工和社會正義运动，但只专注于“支持德莱昂主义政党和组建社会主义产业工会”这两个核心任务上。

## 德莱昂主义政党
- 美国劳工党 (1932年)
- 产业联盟党
- 争取社会主义重建联盟
- 新联盟党
- 社会主义工党 (澳大利亚)
- 社会主义劳工党 (加拿大)
- 社会主义劳工党 (英国)
- 社会主义劳工党 (美国)
- 社会主义联盟党 (美国)